# 大阪樟荫女子大学短期大学部
大阪樟荫女子大学短期大学部（日语：／ Osaka Shōin Joshi Daigaku Tanki Daigakubu *）是过去一所位于日本奈良县香芝市的私立短期大学。前身是樟荫女子短期大学（日语：／ Shōin Joshi Tanki Daigaku *）。

## 概要

### 简介
- 短期大学为于1987年开办[1]、由学校法人樟荫学园经营。招生到2011年[1]、停办于2013年。

### 历史
- 1987年 樟荫女子短期大学成立并同时设置四个学科、以下列举。
  - 人类关系科
  - 日本文化史科[注 4]
  - 日本文学科[注 4]
  - 英美语科[注 4]
- 2009年 人类关系科改编为职业设计学科[注 2]
- 2011年 最后一年招生、次年停止招生（正式停办于2013年3月31日）。

## 学校环境
- 校区：在了奈良县香芝市

## 历任校长
- 五十岚淳：第一代短期大学校长[2]。

## 组织

### 学科
- 职业设计学科[注 2]

### 前学科
| - 人类关系科 - 日本文化史科 - 日本文学科 - 英美语科 |

### 专科
| - 没有 |

### 业余课程
| - 没有 |

## 知名校友
- 松嶋尚美：搞笑艺人

## 相关链接
- 日本短期大学列表